# برنامه‌ریزی برای جنایت
برنامه‌ریزی برای جنایت (انگلیسی: A Blueprint for Murder) یک فیلم نوآر به کارگردانی اندرو ال. استون است که در سال ۱۹۵۳ منتشر شد. از بازیگران آن می‌توان به جوزف کاتن و جین پیترز اشاره کرد. در نقدی معاصر که در نیویورک تایمز، منتقد این روزنامه، فیلم‌نامه و نحوه روایت داستان را چندان گیرا و اقناع‌کننده نیافت.